# Alkmaarderhout (stadio)
L'Alkmaarderhout è stato uno stadio di calcio con sede ad Alkmaar, nel nord dei Paesi Bassi. Aperto nel 1948, è stato utilizzato fino al 2006, quando la squadra dell'AZ ha deciso di spostare la propria sede nel più nuovo AFAS Stadion.

## Storia
L'Alkmaarderhout, aperto nel 1948, è stato dapprima utilizzato dalla squadra degli Alkmaarsche Boys, per poi diventare lo stadio dell'Alkmaar '54, uno dei due predecessori (insieme all'FC Zaanstreek) dell'AZ Alkmaar, che alla loro fondazione nel 1967 (con il nome di AZ '67) scelsero come sede proprio De Hout. Nel 2006, dopo l'approdo all'AFAS Stadion dell'AZ, l'ex giocatore del club Barry Van Galen diede l'OK per la demolizione della struttura l'11 settembre dello stesso anno.